# U-380
| U-380                      | U-380                                                          | U-380                                                          |
| -------------------------- | -------------------------------------------------------------- | -------------------------------------------------------------- |
|                            |                                                                |                                                                |
|                            |                                                                |                                                                |
|                            |                                                                |                                                                |
| Під прапором               | Третій рейх                                                    | Третій рейх                                                    |
| Спуск на воду              | 5 листопада 1941 року                                          | 5 листопада 1941 року                                          |
| Виведений зі складу флоту  | 11 березня 1944 року                                           | 11 березня 1944 року                                           |
| Сучасний статус            | затоплений                                                     | затоплений                                                     |
| Бойовий досвід             | Друга світова війна Битва за Атлантику                         | Друга світова війна Битва за Атлантику                         |
| Проєкт                     |                                                                |                                                                |
| Тип ПЧ                     | Торпедний ДПЧ                                                  | Торпедний ДПЧ                                                  |
| Основні характеристики     |                                                                |                                                                |
| Швидкість (надводна)       | 17,7 вузлів                                                    | 17,7 вузлів                                                    |
| Швидкість (підводна)       | 7,6 вузлів                                                     | 7,6 вузлів                                                     |
| Робоча глибина занурення   | 100 м                                                          | 100 м                                                          |
| Гранична глибина занурення | 220 м                                                          | 220 м                                                          |
| Екіпаж                     | 52 особи                                                       | 52 особи                                                       |
| Розміри                    |                                                                |                                                                |
| Довжина найбільша (по КВЛ) | 67,1 м                                                         | 67,1 м                                                         |
| Ширина корпусу найб.       | 6,2 м                                                          | 6,2 м                                                          |
| Висота                     | 9,6 м                                                          | 9,6 м                                                          |
| Середня осадка (по КВЛ)    | 4,70 м                                                         | 4,70 м                                                         |
| Водотоннажність надводна   | 769 т                                                          | 769 т                                                          |
| Озброєння                  |                                                                |                                                                |
| Артилерія                  | одна палубна гармата калібру 88-мм, одна 20-мм зенітна гармата | одна палубна гармата калібру 88-мм, одна 20-мм зенітна гармата |
| Торпедно- мінне озброєння  | 4 носових і один кормовий ТА. 14 торпед або 26 мін             | 4 носових і один кормовий ТА. 14 торпед або 26 мін             |

U-380 — німецький підводний човен типу VIIC, часів Другої світової війни.

## Історія
Замовлення на будівництво човна було віддане 16 жовтня 1939 року. Човен був закладений на верфі суднобудівної компанії «Howaldtswerke AG» у Кілі 1 жовтня 1940 року під заводським номером 11, спущений на воду 5 листопада 1941 року, 22 грудня 1941 року увійшов до складу 5-ї флотилії. Також за час служби входив до складу 6-ї та 29-ї флотилій.
Човен зробив 11 бойових походів, в яких потопив 2 (загальна водотоннажність 14 063 брт) та пошкодив 2 судна.
Потоплений 11 березня 1944 року у доках Тулона (43°07′ пн. ш. 05°55′ сх. д. / 43.117° пн. ш. 5.917° сх. д.) під час американського бомбового удару. 1 член екіпажу загинув.

## Командири
- Капітан-лейтенант Йозеф Ретер (22 грудня 1941 — листопад 1943)
- Капітан-лейтенант Альбрехт Бранді (грудень 1943 — 11 березня 1944)

## Потоплені та пошкоджені кораблі[3]
| Назва         | Тип                  | Належність      | Дата              | Тоннаж (БРТ) | Вантаж | Статус     | Місце                                                       |
| Olaf Fostenes | суховантажне судно   | Норвегія        | 18 вересня 1942   | 2 994        | Баласт | потоплено  | 44°56′ пн. ш. 41°05′ зх. д. / 44.933° пн. ш. 41.083° зх. д. |
| Nieuw Zeeland | військовий транспорт | Нідерланди      | 11 листопада 1942 | 11 069       | Баласт | потоплено  | 35°57′ пн. ш. 03°58′ зх. д. / 35.950° пн. ш. 3.967° зх. д.  |
| Ocean Seaman  | суховантажне судно   | Велика Британія | 15 березня 1943   | 7 178        | Баласт | пошкоджено | 36°55′ пн. ш. 01°59′ сх. д. / 36.917° пн. ш. 1.983° сх. д.  |
| Pierre Soule  | суховантажне судно   | США             | 23 серпня 1943    | 7 191        | Баласт | пошкоджено | 38°19′ пн. ш. 12°55′ сх. д. / 38.317° пн. ш. 12.917° сх. д. |